# Pierre Warin

Wappen von Pierre Warin

Pierre Warin (* 15. Juni 1948 in Rocourt, Lüttich) ist ein belgischer Geistlicher und römisch-katholischer Bischof von Namur.

## Leben
Pierre Warin empfing am 23. Dezember 1972 die Priesterweihe.
Papst Johannes Paul II. ernannte ihn am 8. Juli 2004 zum Weihbischof in Namur und Titularbischof von Tongres. Der Bischof von Namur, André-Joseph Léonard, spendete ihm am 26. September desselben Jahres die Bischofsweihe; Mitkonsekratoren waren Aloysius Jousten, Bischof von Lüttich, und Guy Harpigny, Bischof von Tournai. Als Wahlspruch wählte er Virtus in infirmitate perficitur.
Papst Franziskus ernannte ihn am 5. Juni 2019 zum Bischof von Namur. Die Amtseinführung erfolgte am 30. Juni desselben Jahres.